# Nesciothemis
Nesciothemis là một chi chuồn chuồn ngô thuộc họ Libellulidae. Nó gồm các loài:
- Nesciothemis farinosa